# Alter Jüdischer Friedhof (Düdelsheim)
Der Alte Jüdische Friedhof Düdelsheim  ist ein Friedhof in Düdelsheim, einem Stadtteil von Büdingen im Wetteraukreis in Hessen. Der 862 m² große  jüdische Friedhof liegt etwa 100 Meter von der Hauptstraße entfernt. Auf ihm befinden sich 48 Grabsteine. 

## Geschichte
Der alte große jüdische Friedhof soll bereits in der 2. Hälfte des 17. Jahrhunderts angelegt worden sein. Er wurde von 1713 bis 1876 belegt. Bis zum Jahr 1877 war er Verbandsfriedhof der jüdischen Gemeinden Düdelsheim, Glauberg (mit Stockheim) und Rohrbach.